# Охотник за шпионами
«Охотник за шпионами» (англ. Spy-Catcher) — первая опубликованная книга английского офицера, разведчика и контрразведчика Ореста Пинто, в которой он описал свою работу в контрразведке. Неоднократно переиздавалась и дополнялась.

## Содержание
В книге «Охотник за шпионами» Орест Пинто описывает цикл событий из своей практики при работе в контрразведке во время Второй мировой войны. В первую очередь он акцентирует внимание на заблуждениях многих людей относительно деятельности контрразведки и приводит аргументы, чтобы развеять их.
Некоторые случаи из своей практики, описанные в книге, автор освещает достаточно подробно, поясняя причины поступков в конкретных ситуациях, и обращая внимание на ошибки и логику действий в конкретной ситуации. Достаточно внимания отведено описанию политической обстановки в военное время и её влиянию на работу контрразведки.
Кроме этого писатель описывает исчерпывающее количество способностей, которыми, по его мнению, должен обладать хороший контрразведчик.
Критическое отношение автор высказывает по поводу деятельности женщин в роли агентов спецслужб.

## Об авторе
Орест Пинто — офицер английской армии и писатель. Был участником Первой мировой и Второй мировой войн. Первая его книги увидела свет в 1952 году, в Лондоне.
В своих книгах Пинто пишет о своей феноменальной памяти, которая была дана ему от природы и благодаря которой он сделал карьеру контрразведчика.
В 1959—1961 годах телекомпания BBC выпустила телесериал, основанный на воспоминаниях писателя, а в 1962 году, уже после его смерти, вышел голландский телесериал о нём с Фрицем Бютцеларом в главной роли.